# Saint Mary Cayon

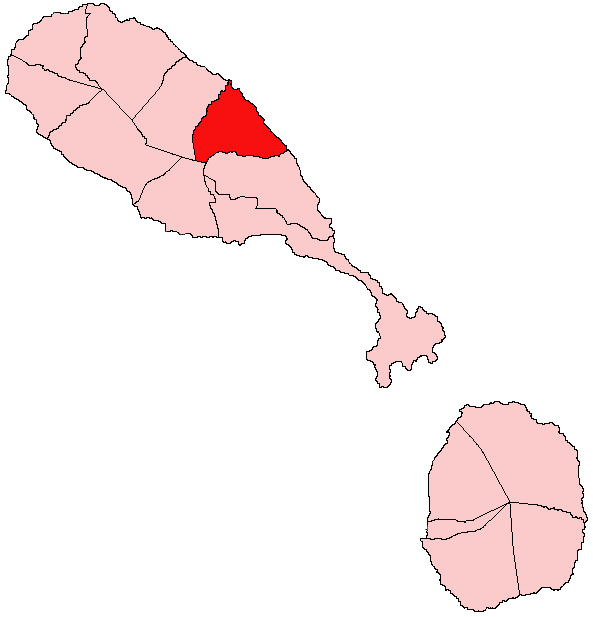

Saint Mary Cayon – parafia w zachodniej części wyspy Saint Kitts należącej do Saint Kitts i Nevis. Jej stolicą jest Cayon. Powierzchnia parafii wynosi 15,3 km², liczy ona 3374 mieszkańców (2001).